# Slovanský ostrov
Slovanský ostrov či Žofín je vltavský ostrov v Praze. Nachází se při pravém novoměstském břehu vedle Masarykova nábřeží, mezi Národním divadlem a Jiráskovým náměstím. Stojí na něm palác Žofín, Šítkovská vodárenská věž, částečně budova Spolku výtvarných umělců Mánes nad jezem, park a dětské hřiště. Na ostrov navazuje Šítkovský jez s plavební komorou s malým majákem. Přístupný je z nábřeží pomocí mostu přes rameno Vltavy a průchodem kolem budovy Mánes.

## Název
- Slovanský ostrov – podle Slovanského sjezdu (1848)
- Žofínský ostrov (německy Sofieninsel), Žofín – podle arcivévodkyně Žofie (1805–1872), matky císaře Františka Josefa I.
- Barvířský ostrov – podle řemeslníků
- Šítkovský ostrov – podle Šítkovských mlýnů
- Engelův ostrov, též Andělský – podle textilního podnikatele J. F. Engela († 1801)

## Historie

### Starší historie
Ostrov na Sadelerově prospektu Prahy z roku 1606 ještě není, vznikl postupnými nánosy půdy během 17. století. Na Hollarově panoramatu Prahy už je vidět písčina zarostlá křovím. Růst ostrova zřejmě urychlilo zřízení novoměstských mlýnů pod Zderazem. Usadili se zde barvíři, po kterých byl ostrov nazýván Barvířským; od roku 1760 dokonce ostrov vlastnil jeden z nich, barvíř kůží Josef Ignaz Saenger. Po stoleté povodni z roku 1784 byl ostrov zpevněn zdí a byly zde vysázeny stromy, aby již další povodeň ostrov neodnesla. Měřil tehdy 150 × 100 metrů. Poté zde Jan František Engel († 1801) zřídil kartounku. Po něm se určitý čas vžilo označení Engelův, česky Andělův ostrov. Od roku 1813 zde byly zřízeny lázně.

### Palác a české národní obrození

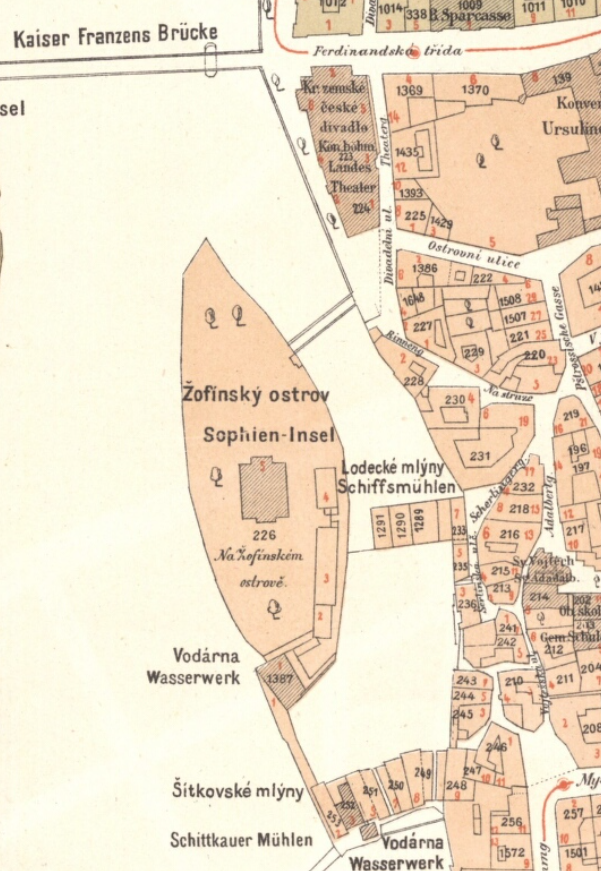
Žofínský ostrov těsně před výstavbou nového paláce (1884)

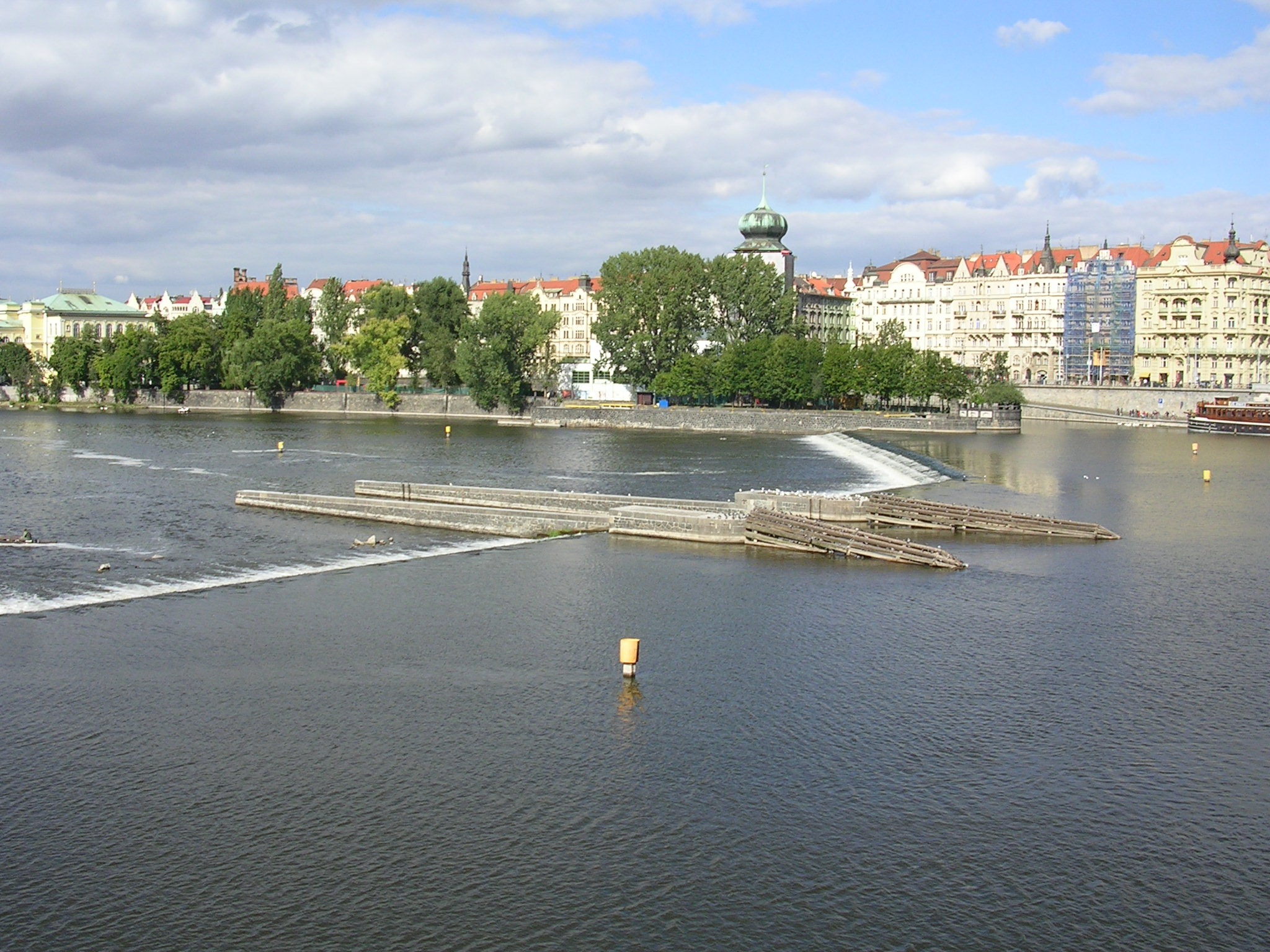
Pohled z Jiráskova mostu přes Šítkovský jez.

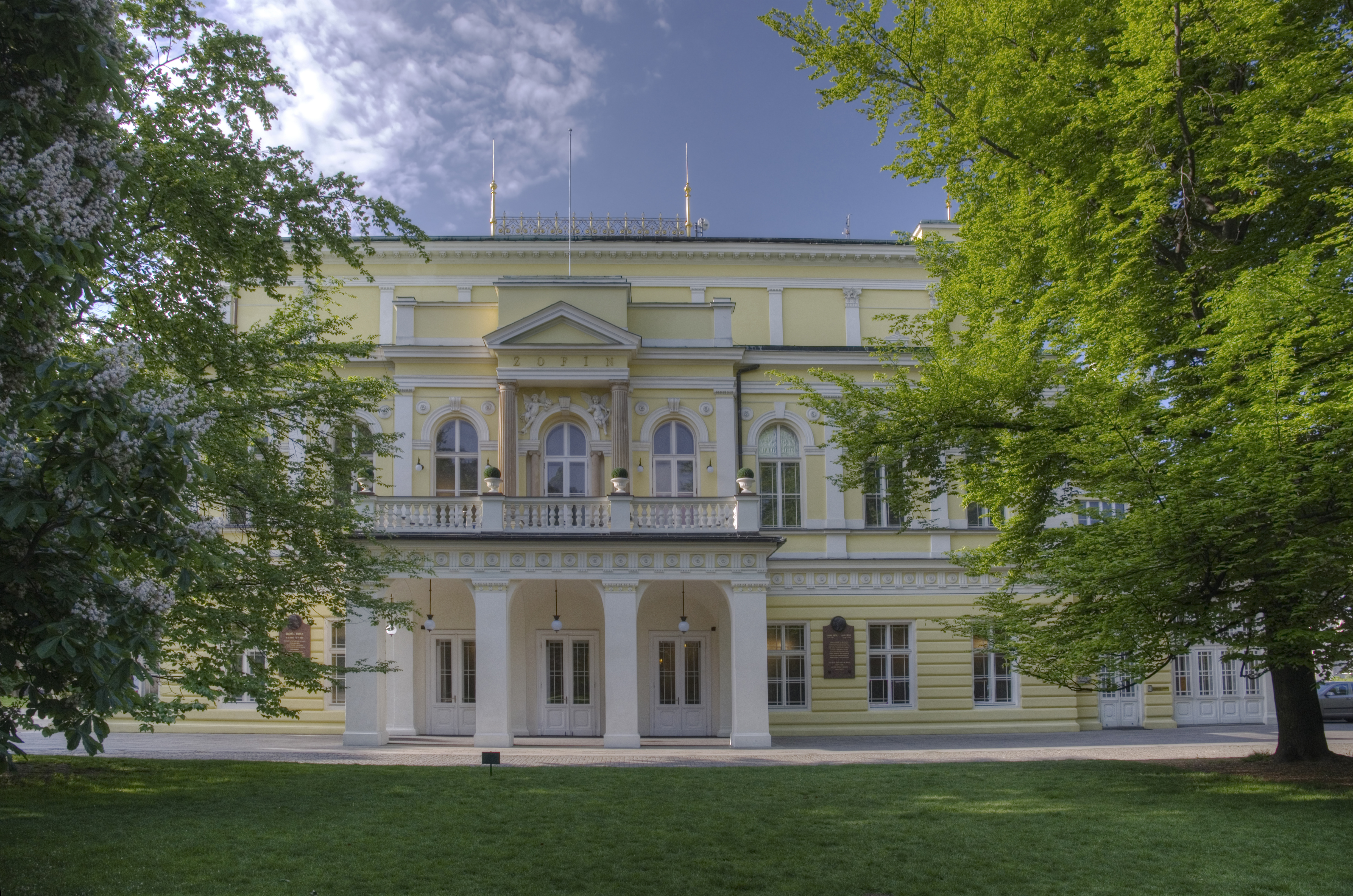
Žofínský palác

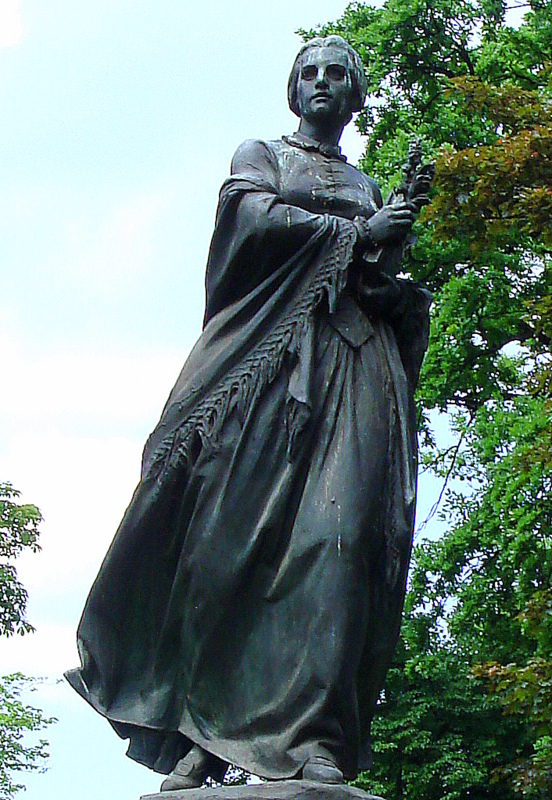
Pomník Boženy Němcové

V letech 1836–1837 dal nový majitel Václav Antonín Novotný přestavět starý hostinec na zahradní restauraci.
Od roku 1838 ostrov nese jméno podle rakouské arcivévodkyně Žofie, matky císaře Františka Josefa I. V roce 1841 zde jako atrakce jezdila první česká parní lokomotiva s jedním vagónem pro dva pasažéry. Od 2. června roku 1848 se zde konal Slovanský sjezd, na který upomíná pamětní deska. V roce 1884 ostrov vykoupila pražská obec a přestavěla (hlavní budovu) podle návrhu Jindřicha Fialky. Až do postavení Obecního domu fungoval ostrov jako nejvýznamnější centrum českého společenského a politického života.

### Od roku 1918
V roce 1918 se zde nacházelo sídlo Vojenského velitelství Národního výboru. V roce 1930 byla na jižním konci ostrova v těsném sousedství Šítkovské vodárenské věže vybudována spolková budova SVU Mánes se známou výstavní síní a uměleckou kavárnou. Poslední parkové úpravy jsou dílem architekta Josefa Šrámka. V roce 1948 byl ostrov v blízkosti pražského Národního divadla spojen s pobřežím novým mostem. Na ostrově stojí pomník Boženy Němcové.
Ostrov včetně budov byl zasažen povodněmi v roce 2002, objekty byly znovu zprovozněny v září 2003 a následně upraveno zábradlí mostu. Další povodeň zaplavila most roku 2013.

## Stavby a objekty
Ostrov má parkovou úpravu a lze na něm nalézt následující objekty (od severu):
- půjčovny loděk a šlapadel – v atraktivní lokalitě mezi Šítkovským a Staroměstským jezem, kde je lodní doprava oddělena v plavebním kanále
- park s pomníkem Boženy Němcové (1955)
- most na Slovanský ostrov (1949)
- budova Žofínského paláce – vlastní soukromý majitel, nadále se v ní konají různé společenské akce (plesy, koncerty, sjezdy politických stran, ale i svatby)
- socha Souzvuk (1927) – bronzová socha dudáka od L. Šalouna, na ostrově od roku 1946
- zahradní altán s veřejným WC v suterénu
- dětský vláček Český lvíček – volná replika atrakce z roku 1841, první parní lokomotiva vyrobená v českých zemích
- dětské hřiště
- pítko
- budova Mánesa a Šítkovské věže – přiléhající k ostrovu
- plavební komora Praha-Mánes – na Šítkovském jezu, zpřístupňuje lodím prostor nad Staroměstským jezem

## Inspirace v umění
- Na Slovanském ostrově v době stavby Národního divadla se odehrává vyprávění Jaromíra Johna Rajský ostrov.